# Muzeum Aleksandryjskie

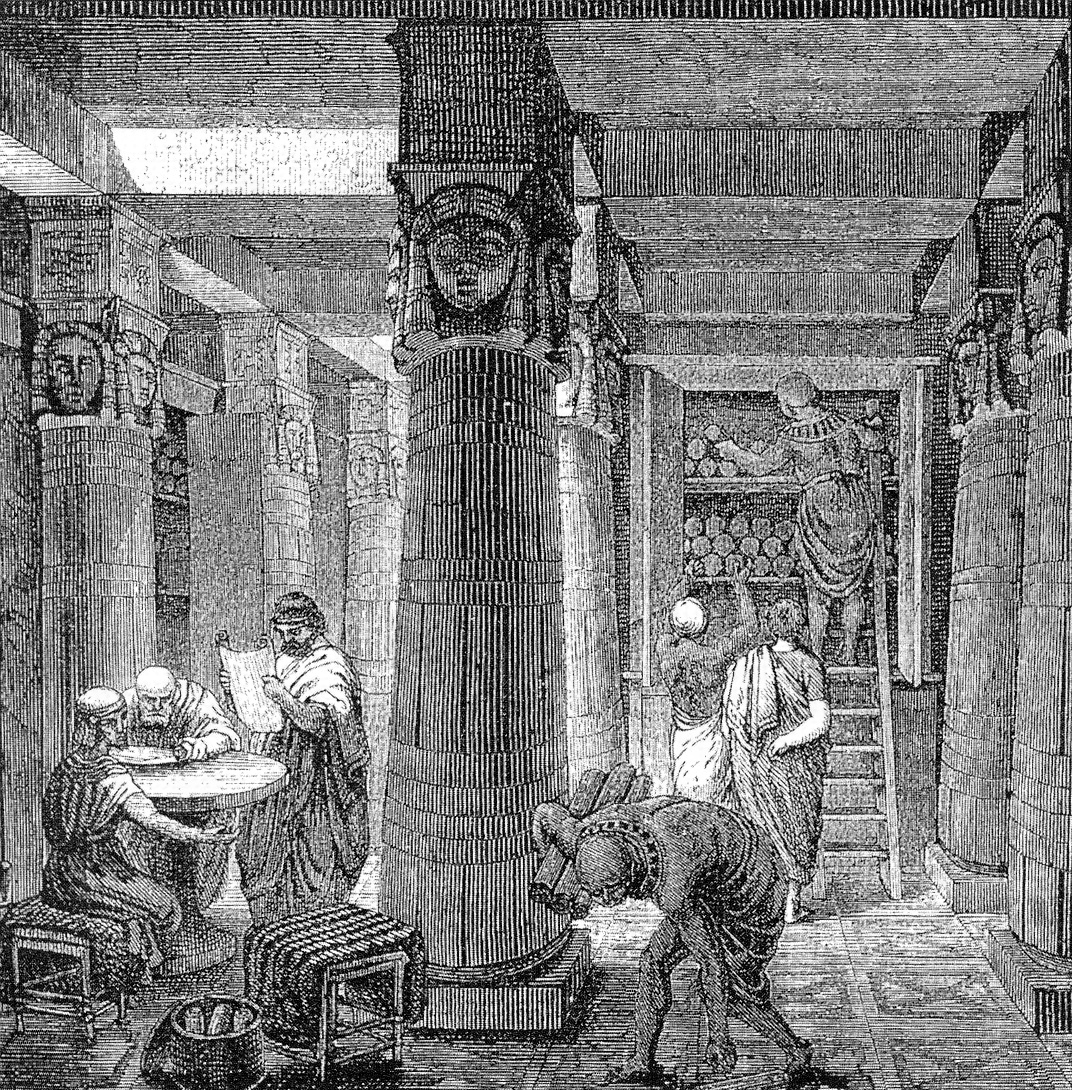
Artystyczna wizja Biblioteki Aleksandryjskiej

Muzeum Aleksandryjskie, Muzejon, Musejon (gr. Μουσεῖον τῆς Ἀλεξανδρείας, Μουσεῖον Mouseíon ‘świątynia muz’) – największy w starożytności instytut naukowy.
Zostało założone ok. 295 p.n.e. w Aleksandrii. Powstało z inicjatywy Ptolemeusza I Sotera, rozwinięte przez Ptolemeusza II Filadelfosa przy pomocy starożytnych uczonych: filozofa Demetriusza z Faleronu i fizyka Stratona z Lampsaku.
Istotnymi częściami Muzejonu były:
- Biblioteka Aleksandryjska;
- obserwatorium astronomiczne;
- ogród botaniczny i zoologiczny[1].

Zgromadzeni w nim badacze z całego śródziemnomorskiego świata, utrzymywani przez państwo, prowadzili swobodnie swoje prace. Do wybitnych uczonych w okresie rozkwitu Muzejonu (III-II w. p.n.e.) należeli: 
- z matematyki i fizyki – Euklides, Apoloniusz z Pergi i Archimedes;
- z astronomii – Eratostenes z Cyreny i Hipparch;
- z medycyny – Herofilos i Erasistratos z Keos;
- z mechaniki – Ktesibios z Aleksandrii i Filon z Bizancjum.

W okresie późniejszym członkami Muzejonu byli m.in. Ptolemeusz (astronom) i Galen (medyk).
Dzięki Muzejonowi Aleksandria stała się w III wieku p.n.e. głównym greckim ośrodkiem naukowym zarówno w dziedzinach humanistycznych, jak i ścisłych. Aleksandria doznała wielkich zniszczeń podczas wojny cesarza Aureliana z Zenobią, królową Palmyry w 273. W 391 został zniszczony Serapejon, w którego zabudowaniach mieściła się biblioteka publiczna. Nie jest jednak jasne, kiedy i w jakich okolicznościach Muzejon zaprzestał działalności.  Aleksandria nadal pozostawała ośrodkiem życia intelektualnego. Z VI wieku pochodzą odkryte przez archeologów pomieszczenia w pobliżu dawnego głównego placu miasta, które być może pełniły funkcję audytoriów - sal wykładowych, stąd nazywane są niekiedy "uniwersytetem aleksandryjskim". W 642 r. Aleksandria została zdobyta przez kalifa Omara, stając się jednym z ośrodków, w których Arabowie zapoznali się z nauką i filozofią grecką, zapoczątkowując rozwój nauki w świecie islamu.